# ریوگاساکی، ایباراکی
ریوگاساکی در استان ایباراکی در کشور ژاپن واقع شده‌است که دارای جمعیت ۷۹٬۲۹۵ نفر و مساحت ۷۸٫۲۰ کیلومتر مربع با تراکم جمعیت ۱٬۰۱۴ نفر در کیلومترمربع است و در تاریخ ۲۰ مارس ۱۹۵۴ به عنوان شهر شناخته شد.